# Caypullisaurus
Caypullisaurus es un género de ictiosaurio de gran tamaño que vivió durante el final del periodo Jurásico, llegando a alcanzar el Cretácico Inferior (épocas del Titoniense al Berriasiense) de Argentina. Su holotipo fue recolectado en la Formación Vaca Muerta en Cerro Lotena, Neuquén, datando de principios del Titoniense en el Jurásico Superior, hace cerca de 150 millones de años. Caypullisaurus fue nombrado inicialmente por Marta Fernández en 1997 y la especie tipo es Caypullisaurus bonapartei. Es un miembro de la familia Ophthalmosauridae, y se encuentra cercanamente relacionado con Platypterygius y Brachypterygius. En 2012 se encontró que Caypullisaurus estaba especialmente emparentado con Athabascasaurus y "Platypterygius" australis, y fue incluido dentro de la subfamilia Platypterygiinae.